# 百々川
百々川（どどがわ）は、長野県須坂市を流れる信濃川水系の一級河川。

## 概要
四阿山北斜面を源流とし、土鍋山、米子山、蓑堂山の支脈に沿って西北流する米子川を本流とし、須坂市大日向で灰野川と合流し百々川となり、須坂市街地の南から西へと廻り、奈良川、仙仁川、鮎川などの支流を合わせて須坂市村山で千曲川に合流する。奈良川との合流点より上流は深い渓谷を形成するが、下流の須坂市街地では砂礫層を厚く堆積した扇状地を形成する。また流域に河岸段丘を形成する。鮎川との合流点より下流では千曲川が天井川を成すため、百々川は千曲川に並行して流れる。